# Suprématie quantique
La suprématie quantique, aussi appelée avantage quantique, désigne le nombre de qubits au-delà duquel plus aucun superordinateur classique n'est capable de gérer la croissance exponentielle de la mémoire et la bande passante de communication nécessaire pour simuler son équivalent quantique. Les superordinateurs de 2017 peuvent reproduire les résultats d'un ordinateur quantique de 5 à 20 qubits, mais à partir de 50 qubits cela devient physiquement impossible.
Le seuil d'environ 50 qubits correspond à la limite théorique de la suprématie quantique. 
L'utilisation du mot « suprématie » est également mise en cause par certaines personnes en raison de ses connotations raciales et politiques.

## Historique

### Approche de la limite théorique
En novembre 2017, IBM réussit à faire fonctionner un calculateur quantique de 50 qubits pendant 90 microsecondes atteignant donc le seuil théorique de la suprématie quantique. Cependant, une équipe de recherche d'IBM a montré en octobre 2017 que ce seuil n'était pas aussi fixe que pensé dans un premier temps et qu'il est possible de modéliser le comportement d'un ordinateur quantique avec des ordinateurs conventionnels au-delà de 49 qubits grâce à des techniques mathématiques,.
C'est Intel qui présente le premier un processeur quantique frôlant le seuil quantique lors du CES 2018 avec un processeur de 49 qubit.
Pour certains chercheurs, notamment chez IBM, le nombre de qubits seul ne permet pas de capturer la complexité inhérente aux calculateurs quantiques et ils suggèrent que la puissance d'un calcul quantique sur un appareil donné soit exprimée par un nombre appelé « volume quantique », qui regrouperait tous les facteurs pertinents, à savoir, le nombre et la connectivité des qubits, la profondeur de l'algorithme utilisé ainsi que d'autres mesures telles que la qualité des portes logiques, notamment le bruit du signal.

### Affirmations de franchissement en pratique
En octobre 2019, une publication dans la revue Nature  affirme la validité du franchissement d'une étape majeure dans le calcul quantique par le processeur Sycamore de Google, et d'une certaine forme de suprématie quantique.
Le "calcul" de Sycamore n'implémente cependant aucun véritable algorithme quantique; le taux d'erreur du processeur est encore trop important pour mener à bien un algorithme avec autant de qbits. Le "calcul" consiste à établir un circuit quantique aléatoire impliquant les 53 qbits et les laisser évoluer librement pendant 200 secondes : aucun ordinateur classique ne peut en effet - en principe -  prédire l'état final d'un tel circuit et ses probabilités en moins de 10 000 ans.
Toutefois, même cela est contesté, puisque le même calcul aurait été réalisé par IBM en 2 jours et demi. John Preskill explique que son équipe d'IBM a pu développer un algorithme classique et le faire tourner sur le supercalculateur Summit, non quantique, invalidant ainsi la supposée réussite de Google.
En juillet 2021, des chercheurs chinois dévoilent dans une prépublication un nouveau superordinateur quantique à 66 qubit qui représente selon eux une petite révolution. Les concepteurs de Zuchongzhi (du nom de l'astronome et mathématicien de la Chine antique Zu Chongzhi) affirment qu’il a atteint la suprématie quantique, un concept qui signifie qu’une machine est capable d’effectuer des tâches hors de portée des superordinateurs non quantiques les plus puissants.
Ces expériences chinoises ne mettent pas non plus en œuvre des algorithmes quantiques; il s'agit également plus d'une preuve de fonctionnement et d'intrication des qbits. Néanmoins, aboutir à ce genre de résultat est très difficile et ces expériences témoignent d'avancées et de maîtrise technique importantes, la difficulté augmentant exponentiellement avec le nombre de qbits.
Cependant, en 2022, ces calculateurs ne sont toujours pas en mesure d'exécuter des algorithmes quantiques.